# Jazdi Átas Bahrám
A jazdi  Átas Bahrám (újperzsa: یزد آتش بهرام), más néven Átaskade-e Jazd (آتشکدهٔ یزد) zoroasztriánus tűztemplom Jazdban,  Iránban. A templomban égő tűz keletkezése a 470-es évekre datálható, az  Átas Bahrám (Győzelmi Tűz) ereklyét őrzi. Ez az egyike a kilenc Átas Bahrámnak, ami a legmagasabb szintű tűz volt az ókori Iránban, ahol a zoroasztrániusok  i.e. 400 óta gyakorolták vallásukat; a másik nyolc Átas Bahrám Indiában van. Az 1960-as években nyitották meg a nem zoroasztriánus látogatók számára is.
Az 
Átas Bahrám (Győzelmi tűz) a legmagasabb fokozatú tűz a zoroasztriánus vallásban, melyet csak egy tűztemplomban lehet elhelyezni. Ennek a tűznek a megteremtéséhez és megszenteléséhez a tűz előállításának és ellenőrzésének  legszigorúbb formáira van szükség. Ez magában foglalja tizenhat különböző típusú tűz összegyűjtését, beleértve a villámcsapást, a hamvasztási tüzet, a tűzhelyet, ahol a kemencét üzemeltetik és a kandallókból származó tüzeket, mint az Átas Adarán esetében is. A 16 láng mindegyikét tisztító rituáléknak vetik alá, mielőtt az csatlakozik a többihez. A szentelő ünnepséghez 32 papra van szükség, a szertartás akár egy évig is eltarthat. 
A tűztemplomok legmagasabb fokozatát először a Szászánida Birodalom regnálása alatt  építették a tűz tiszteletére, amely Ahura Mazdá megnyilvánulása a zoroasztriánus vallásban.
A szentélyre rögzített felirat szerint a jazdi Átas Bahrám templom épülete 1934-ben készült el. Az építéshez szükséges forrásokat az indiai Párszi Zoroasztriánus Egyesület biztosította. Az építést Dzsamsid Amánat irányította. A templom szent tüze körülbelül az i. sz. 470-es évek óta ég, és a történet szerint a szászánida uralkodó gyújtotta meg, amikor  Fársz tartomány déli részén, a kárjáni tűztemplomban tett látogatást. Innen  a tűz Akdába került, ahol 700 évig tartották azt. A tüzet 1173-ban a Náhíd-e Pársz-templomba költöztették a közeli Ardakánba, ahol 300 évig égett, amíg át nem helyezték Jazd egyik főpapjának házába, és végül az új templomban szentelték fel 1934-ben.
Manekdzsi Limdzsi Hataria mellszobra, aki a templomot felépítő eszközöket előteremtette, a templom belsejében található. A szobron a Nap és a Hold zoroasztriánus isteni szimbólumai is láthatók.

## Fordítás
Ez a szócikk részben vagy egészben  a   Yazd Atash Behram című angol Wikipédia-szócikk ezen változatának fordításán alapul.  Az eredeti cikk szerkesztőit annak laptörténete sorolja fel. Ez a jelzés csupán a megfogalmazás eredetét és a szerzői jogokat jelzi, nem szolgál a cikkben szereplő információk forrásmegjelöléseként.